# Filament proteic
Un filament proteic en biologia és una llarga cadena de subunitats de proteïna com les que es troben en el músculs i en els flagels. Sovint estan empaquetades juntes per a ser més resistents i rígides. Alguns exemples inclouen:
- Filament d'actina
- Microtúbuls
- Filament intermedis

Els filaments són de naturalesa altament dinàmica i més que com una estructura estàtica actuen com una "bastida" per a la cèl·lula. Alguns fenòmens dinàmics en els quals actuen són:
- Treadmilling (en el citosol)
- Nucleació